# أباسني مهراج
أباسني مهراج، المسمى عند الولادة كاشيناث كوفندراو، (15 مايو 1870 - 24 ديسمبر 1941) يعتبره مريدوه أنه سادجورو. عاش في ساكوري الهندية، وقيل إنه تلقى إدراك الله من ساي بابا من شيردي. قع ساكوري في منطقة أحمد نجر في ولاية ماهاراشترا، على بعد 5 كيلومتر (3 ميل) من شيردى.

## بداية حياته
أباسني مهراج هو الثاني من بين خمسة أبناء، ولد في عائلة من علماء اللغة السنسكريتية في ساتانا وهي قرية صغيرة في منطقة ناشك. كان اسم والده جوفيند شاستري ووالدته رخميني.

## مهنته
بعد عمله كطبيب أيورفيدا وثلاث زيجات حيث ماتت الزوجات الثلاث، بدأ يسمع صوتًا غنائياً لا يستطيع تفسيره. هذا الصوت المقلق، إلى جانب العديد من المشاكل الأخرى، قادته إلى بحث صعب الذي بلغ ذروته في النهاية باجتماعه مع ساي بابا من شيردي الذي يقال إنه قدم له تحقيقًا لله في سن الثانية والأربعين. ثم ادعى ساي بابا أنه الشخص الذي كان يناديه داخليا.
توفي في ساكوري، الهند في 24 ديسمبر 1941، عن عمر يناهز 71 عامًا.

## تعاليمه
كان المفهوم الأساسي الذ نادى به هو وجود ثلاثة قواعد إذا ما تم ملاحظتها بإخلاص تؤدي إلى حياة تستحق العيش: 
1. على الأقل، لا يزعج أي شخص.
2. أن تعاني من أجل الأخرين وأن تكون مفيدا لهم.
3. البقاء راضين في حالة كن كما قد يكون.

## معلم مهير بابا
كان أباسني مهراج المعلم الرئيسي لـ ميهير بابا. التقيا لأول مرة في عام 1915 عندما كان أباسني مقيما في شيردي مع ساي بابا.
انتقل أباسني إلى ساكوري في يوليو 1917ه، وظل مهير بابا في كثير من الأحيان يبقى فيها حتى أواخر أكتوبر 1922. وفقا لمهير بابا، أعطاه أباسني مهراج الإدراك النهائي بعد أن تلقى إدراك الله في يناير 1914 في سن 19 من حضرة باباجان. يروي تشارلز بوردوم أنه في نهاية ديسمبر 1921، أدلى أباسني بعدة تعليقات تتعلق بمهير بابا. قال لتلاميذه: «لقد أعطيت رسالتي إلى لمهيروانجي. هو صاحب مفتاحي». بعد مرور بعض الوقت قال «هذا الولد سيحرك العالم. ستستفيد البشرية منه على نطاق واسع». وبعد بضعة أيام، أرسل إلى جوستاجي هانزوتيا، أحد تلاميذه البارزين، وقال له: «لقد جعلت من مهيروانجي مثاليًا. إنه سادغورو هذا العصر. الآن عليك أن تتركني وأتن تتمسك به». وإلى بهيرامجي قال: «صديقك الله محقّق؛ نفذ كل أمر وكل رغبة له.» وأخيراً، في إحدى الليالي، طى يديه وقال: «ميهيروانجي، أنت أدي-شاكتي: أنت الرمز الصوري (أفتار)».
بعد انفصال دام حوالي 20 سنة، التقى مهير بابا وأباسني مهراج للمرة الأخيرة في 17 أكتوبر 1941 في داهيجون، وهي قرية صغيرة في نيباد تالوكا في منطقة ناشيك في ولاية ماهاراشترا، قبل شهرين فقط من وفاة أباسني.

## روابط خارجية
- سيرة ذاتية على الإنترنت مع العديد من الصور على موقع Shreeswami.org
- اللقاء الأخير بين أبواسيني مهراج وماهر بابا
- بعض تعاليم أباسني مهراجا قدمت في شكل موسيقي